# Raiffeisenbank Oldenburg
Die Raiffeisenbank Oldenburg eG war ein deutsches Kreditinstitut in der Rechtsform einer eingetragenen Genossenschaft und war in Oldenburg (Oldenburg) und Teilen des Landkreises Ammerland aktiv. Im Jahr 2022 fusionierte die Raiffeisenbank Oldenburg mit der Volksbank Oldenburg zur Oldenburger Volksbank eG.

## Geschäftsgebiet und Geschäftsausrichtung
Die Stadt Oldenburg sowie die Gemeinden Bad Zwischenahn und Wiefelstede des Ammerlandes waren das Kerngeschäftsgebiet. Dort war die Bank mit einer Hauptstelle in Eversten und fünf Geschäftsstellen vertreten. Sie hat rund 32.000 Kunden, davon waren mehr als die Hälfte Mitglied und somit Teilhaber der Bank.
Die 1903 als Spar- und Darlehenskasse Eversten eGmuH gegründete Raiffeisenbank Oldenburg eG war eine eingetragene Genossenschaft. Organe der Raiffeisenbank waren der Vorstand, der Aufsichtsrat und die Vertreterversammlung.
Die Bank gehörte zum Bundesverband der Deutschen Volksbanken und Raiffeisenbanken. Im Verbundgeschäft arbeitete die Raiffeisenbank Oldenburg unter anderem mit der Bausparkasse Schwäbisch Hall, der R+V Versicherung und der Union Investment zusammen.

## Geschichte
Nach der Trennung der Landgemeinde Oldenburg in die Gemeinden Eversten und Ohmstede im Jahre 1879, wurde am 1. Mai 1901 die Teilung der großen Pfarr-Landgemeinde Oldenburg in drei Kirchengemeinden beschlossen. Eversten war eine davon. Aufgrund der schlechten sozialen Strukturen und daraus resultierenden schlechten wirtschaftlichen Verhältnisse, wurde eine Versammlung zur Besserung einberufen. Auf dieser Versammlung wurde beschlossen, in Eversten eine Spar- und Darlehnskasse zu eröffnen.
Am 14. April 1903 wurde die „Spar- und Darlehnskasse eingetragene Genossenschaft mit unbeschränkter Haftung“ (eGmuH) ins Genossenschaftsregister eingetragen. Zu diesem Zeitpunkt waren 41 Genossen vermerkt. Der erste Vorstand setzte sich aus Bernhard Schwarting als Direktor, Friedrich Meyer als Beisitzer und Friedrich Oldewage als Rendant zusammen. Die Geschäftsräume befanden sich im Haus des Rendanten Friedrich Oldewage, Hauptstraße 13. Bei wachsender Mitgliederzahl und steigenden Umsätzen entwickelte sich die Spar- und Darlehnskasse zum Rückgrat der Wirtschaft in Eversten.
1923 wurde Wilhelm Reins neuer Rendant, da sein Vorgänger Friedrich Oldewage in den Ruhestand gegangen ist. Unter der neuen Leitung wurde der Name 1924 in „Eversten Bank eGmuH“ geändert. Während der Weltwirtschaftskrise bis in die 1930er Jahre wechselte die Bank öfters ihren Geschäftssitz und Namen.
Im Februar 1953 konnte die Bank ihr neues Gebäude an der Hauptstraße 74 in Eversten beziehen. Rendant war zu der Zeit Emil Helms.
Im März 1964 wurde in Bloherfelde an der Bloherfelder Straße 141 eine Geschäftsstelle eröffnet. Am 1. Juni 1975 wurde die Geschäftsstelle an ihren heutigen Standort verlegt. Eine weitere Geschäftsstelle wurde 1964 in Hundsmühlen eröffnet.
Im Jahre 1972 beauftragten Vorstand und Aufsichtsrat der Raiffeisenbank Oldenburg eG den Architekten Rolf Ripken mit dem Neubau. Im Dezember 1973 wurde das neue Gebäude bezogen. Dieses liegt noch heute an der Hauptstraße 74. In diesem Jahr wurde der Name zum letzten Mal zu „Raiffeisenbank Oldenburg eG“ geändert.
1987 fusionierte die Raiffeisenbank Oldenburg eG mit der Raiffeisenbank Wiefelstede eG. Die Geschäftsstellen Ofenerdiek und Nadorst wurden bei der Fusion mit der Spar- und Darlehnskasse Oldenburg eG 1991 übernommen. Die letzte Fusion mit der Volksbank Bad Zwischenahn fand 2001 statt.

## Initiativen
RegionalStiftung Oldenburg-Ammerland
Die im Jahre 2007 entstandene RegionalStiftung Oldenburg-Ammerland ist eine auf Initiative der Raiffeisenbank Oldenburg eG gegründete gemeinnützige Stiftung. Die RegionalStiftung Oldenburg-Ammerland konzentriert sich auf Projekte in der Region Oldenburg und im Landkreis Ammerland. Mit den Stiftungserträgen und eingehenden Spenden werden ausschließlich und unmittelbar gemeinnützige Zwecke in der Region gefördert.
BEP Bürger-Energiepark Ammerland-Oldenburg eG
Auf Initiative der Raiffeisenbank Oldenburg eG wurde zusammen mit kommunalen Vertretern der Gemeinde Bad Zwischenahn im August 2008 eine Bürger-Energiegenossenschaft gegründet, die heute unter dem Namen BEP Bürger-Energiepark Ammerland-Oldenburg eG firmiert.
Die Genossenschaft betrieb Photovoltaikanlagen in Bad Zwischenahn und Wiefelstede.

## Kooperationen
Die Raiffeisenbank Oldenburg eG und die Immobilienmaklerfirma Fritz Wübbenhorst GmbH & Co. KG aus Oldenburg bildeten seit dem Jahre 2008 eine Kooperation.